# 哈罗德·埃瑟林顿
哈罗德·埃瑟林顿（英語：Harold M. Etherington）美国音频工程师。他曾因电影银线号大血案提名奥斯卡最佳音响效果奖。

## 部分影视作品
- 银线号大血案（英语：Silver Streak (film)） (1976)[1]